# Liste der Stolpersteine in Tostedt
In der Liste der Stolpersteine in Tostedt werden die vorhandenen Gedenksteine aufgeführt, die im Rahmen des Projektes Stolpersteine des Künstlers Gunter Demnig (* 1947) bisher in Tostedt verlegt worden sind. Mit ihnen soll an Opfer des Nationalsozialismus erinnert werden, die in Tostedt lebten und wirkten.

## Verlegte Stolpersteine
| Bild                               | Inschrift, Person | Adresse                                   | Verlegedatum | Anmerkung |
| ---------------------------------- | --- | ----------------------------------------- | ------------ | --- |
| Stolperstein für Selma Blumann     | HIER WOHNTE SELMA BLUMANN JG. 1882 DEPORTIERT 1942 THERESIENSTADT ERMORDET 15.11.1942                                                                         | Unter den Linden 39 in Tostedt (Standort) | 2. Okt. 2021 | Selma Blumann wurde am 6. August 1942 in das KZ Theresienstadt gebracht wo Sie am 15. November 1942 ermordet wurde. |
| Stolperstein für Anna Riepshoff    | ANNA RIEPSHOFF JG. 1922 DENUNZIERT VERHAFTET 1940 VERBOTENER UMGANG GEFÄNGNIS LÜNEBURG GEFÄNGNIS HAMBURG 1941 KZ RAVENSBRÜCK ENTLASSEN 10.4.1943              | Schützenstraße 24 in Tostedt (Standort)   | 2. Okt. 2023 | Im Juni 1940 wurde beobachtet, wie sich Anna Riepshoff und der Zwangsarbeiter Boleslaw Marzec in einer Kammer trafen. Sie wurden denunziert und von der Gestapo Lüneburg verhaftet. Boleslaw Marzec wurde am 5. Dezember 1940 in der Todtglüsinger Heide öffentlich erhängt. Anna Riepshoff wurde erst ins Gefängnis Lüneburg, ins Gefängnis Hamburg und dann in das KZ Ravensbrück gebracht und am 10. April 1943 entlassen. Anna Riepshoff überlebte und starb 2009.                |
| Stolperstein für Boleslaw Marzec   | BOLESLAW MARZEC JG. 1916 POLNISCHER ZWANGSARBEITER VERHAFTET 1940 VERBOTENER UMGANG ÖFFENTLICH GEHÄNGT 5.12.1940                                              | Schützenstraße 24 in Tostedt (Standort)   | 2. Okt. 2023 | Im Juni 1940 wurde beobachtet, wie sich Anna Riepshoff und der Zwangsarbeiter Boleslaw Marzec in einer Kammer trafen. Sie wurden denunziert und von der Gestapo Lüneburg verhaftet. Boleslaw Marzec wurde am 5. Dezember 1940 in der Todtglüsinger Heide öffentlich erhängt. Anna Riepshoff wurde erst ins Gefängnis Lüneburg, ins Gefängnis Hamburg und dann in das KZ Ravensbrück gebracht und am 10. April 1943 entlassen. Anna Riepshoff überlebte und starb 2009.                |
| Stolperstein für Friedrich Meyer   | HIER WOHNTE FRIEDRICH MEYER JG. 1892 SEIT 1937 MEHRMALS VERHAFTET VERURTEILT §175 SACHSENHAUSEN ERMORDET 11.8.1941                                            | Poststraße 1 in Tostedt (Standort)        | 2. Okt. 2021 | Friedrich Meyer wurde wegen Homosexualität seit 1937 mehrfach verhaftet und ins KZ Fuhlsbüttel gebracht. 1939 wurde er zu 18 Monaten Schwerstarbeit im Strafgefangenenlager Rodgau bei Darmstadt verurteilt. Friedrich Meyer starb am 11. August 1941 im KZ Sachsenhausen. |
| Stolperstein für Rosette Dörnbrack | HIER WOHNTE ROSETTE DÖRNBRACK GEB. BLUMANN JG. 1883 GEDEMÜTIGT / ENTRECHTET MIT HILFE ÜBERLEBT                                                                | Bahnhofstraße 35 in Tostedt (Standort)    | 2. Okt. 2021 | Am 23. Februar 1945 sollte Rosette Dörnbrack deportiert werden. Der Tostedter Arzt Dr. Pieper schrieb sie transportunfähig und rettete ihr so vermutlich das Leben. Rosette Dörnbrack überlebte als einzige von vier Schwestern und starb 1966. |
| Stolperstein für Erna Rosen        | HIER WOHNTE ERNA ROSEN VERH. HECHT JG.1893 FLUCHT HOLLAND INTERNIERT VUGHT DEPORTIERT 1943 AUSCHWITZ ERMORDET 31.1.1944                                       | Poststraße 62 in Tostedt (Standort)       | 2. Okt. 2023 | Die vier Schwestern Martha Rosen, Erna Rosen, Olga Rosen und Käthe Rosen emigrierten mit Ihren Ehemännern und Kindern nach Holland wo Sie alle verhaftet wurden. Martha Rosen und Ihr Mann starben 1943 im KZ Sobibor, Ihre Tochter wurde 1944 im KZ Auschwitz ermordet. Olga Rosen wurde mit Ihrer ganzen Familie im KZ Auschwitz ermordet. Erna Rosen wurde mit Ihrer ganzen Familie im KZ Auschwitz ermordet. Käthe Rosen wurde mit Ihrer ganzen Familie im KZ Auschwitz ermordet. |
| Stolperstein für Martha Rosen      | HIER WOHNTE MARTHA ROSEN VERH. HECHT JG.1891 FLUCHT HOLLAND INTERNIERT WESTERBORK DEPORTIERT 1943 SOBIBOR ERMORDET 9.7.1943                                   | Poststraße 62 in Tostedt (Standort)       | 2. Okt. 2023 | Die vier Schwestern Martha Rosen, Erna Rosen, Olga Rosen und Käthe Rosen emigrierten mit Ihren Ehemännern und Kindern nach Holland wo Sie alle verhaftet wurden. Martha Rosen und Ihr Mann starben 1943 im KZ Sobibor, Ihre Tochter wurde 1944 im KZ Auschwitz ermordet. Olga Rosen wurde mit Ihrer ganzen Familie im KZ Auschwitz ermordet. Erna Rosen wurde mit Ihrer ganzen Familie im KZ Auschwitz ermordet. Käthe Rosen wurde mit Ihrer ganzen Familie im KZ Auschwitz ermordet. |
| Stolperstein für Olga Rosen        | HIER WOHNTE OLGA ROSEN VERH. HEILBUT JG.1895 FLUCHT 1936 HOLLAND INTERNIERT 1942 WESTERBORK DEPORTIERT 1943 THERESIENSTADT 1944 AUSCHWITZ ERMORDET 21.10.1944 | Poststraße 62 in Tostedt (Standort)       | 2. Okt. 2023 | Die vier Schwestern Martha Rosen, Erna Rosen, Olga Rosen und Käthe Rosen emigrierten mit Ihren Ehemännern und Kindern nach Holland wo Sie alle verhaftet wurden. Martha Rosen und Ihr Mann starben 1943 im KZ Sobibor, Ihre Tochter wurde 1944 im KZ Auschwitz ermordet. Olga Rosen wurde mit Ihrer ganzen Familie im KZ Auschwitz ermordet. Erna Rosen wurde mit Ihrer ganzen Familie im KZ Auschwitz ermordet. Käthe Rosen wurde mit Ihrer ganzen Familie im KZ Auschwitz ermordet. |
| Stolperstein für Käthe Rosen       | HIER WOHNTE KÄTHE ROSEN VERH. FRANKENSTEIN JG.1904 FLUCHT HOLLAND DEPORTIERT 1943 AUSCHWITZ ERMORDET 17.9.1944                                                | Poststraße 62 in Tostedt (Standort)       | 2. Okt. 2023 | Die vier Schwestern Martha Rosen, Erna Rosen, Olga Rosen und Käthe Rosen emigrierten mit Ihren Ehemännern und Kindern nach Holland wo Sie alle verhaftet wurden. Martha Rosen und Ihr Mann starben 1943 im KZ Sobibor, Ihre Tochter wurde 1944 im KZ Auschwitz ermordet. Olga Rosen wurde mit Ihrer ganzen Familie im KZ Auschwitz ermordet. Erna Rosen wurde mit Ihrer ganzen Familie im KZ Auschwitz ermordet. Käthe Rosen wurde mit Ihrer ganzen Familie im KZ Auschwitz ermordet. |